# Gare de Silly
La gare de Silly est une gare ferroviaire belge de la ligne 94, de Hal à Froyennes (frontière), située sur le territoire de la commune de Silly dans la province de Hainaut en région wallonne.
Une première gare est mise en service en 1870 par l'administration des chemins de fer de l'État belge, elle est fermée en 1984 et remplacée par une nouvelle gare, ouverte en 1985, située sur un nouveau tracé de la ligne. C'est une gare de la Société nationale des chemins de fer belges (SNCB) desservie par des trains InterCity (IC) et d'Heure de pointe (P).

## Situation ferroviaire
Établie à 50 m d'altitude, la nouvelle gare de Silly est située au point kilométrique (PK) 26,232 de la ligne 94, de Hal à Froyennes (frontière), entre les gares ouvertes d'Enghien et d'Ath.
Sur le site de la gare la LGV 1 est en parallèle avec la ligne 94, deux embranchements permettent la liaison entre les deux lignes quelques kilomètres plus au sud.
L'ancienne gare de Silly se trouvait entre la gare de Bassilly et la halte d'Hellebecq sur un alignement fermé et démantelé de la ligne 94 entre Marcq et Ath.

## Histoire

### Ancienne gare
La gare de Bassilly est mise en service le 16 janvier 1866 par la Compagnie du chemin de fer direct de Bruxelles à Lille et Calais et directement exploitée à bail par l'administration des chemins de fer de l'État belge, lorsqu'elle ouvre à l'exploitation la section de Hal à Ath.
Le 10 octobre 1870, l’État belge ajoute une gare appelée Silly ; elle est éloignée du bourg principal. Le hameau le plus proche s'appelle Bourlon.
D'abord une modeste halte inféodée à la gare de Bassilly, elle gagne en importance à la fin du XIXe siècle et on y construit un bâtiment de gare du plan type 1881.
La gare de Silly est fermée le 3 juin 1984 comme la plupart des gares intermédiaires entre Hal et Tournai. Celle de Bassilly reste le seul arrêt ouvert entre Enghien et Ath mais est désaffectée avec la mise en service du nouveau tracé entre Marcq et Ath le 29 septembre 1985.
Le bâtiment de la première gare de Silly est désormais détruit.

### Nouvelle gare
La nouvelle gare de Silly située sur le nouveau tracé, rue de la nouvelle gare, est mise en service le 29 septembre 1985 par la SNCB. Elle remplace à la fois les gares de Bassily et de Silly.
Bâtie en rase campagne, mais assez proche de Silly, elle est dotée d'un vaste parking.
Dans les années 1990, la ligne à grande vitesse de Bruxelles-Midi à la frontière française est mise en service. Elle longe le nouveau tracé du chemin de fer à Silly.

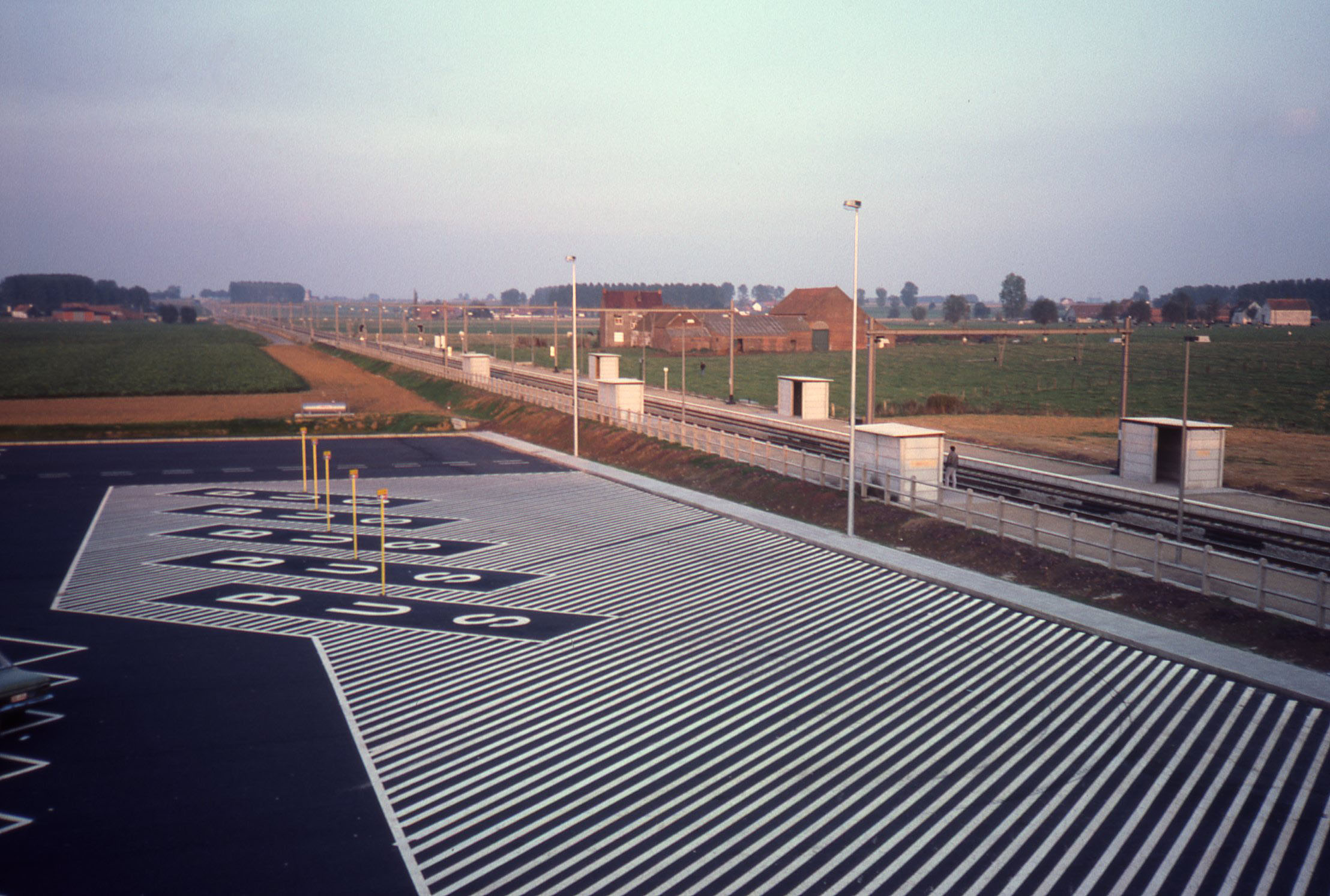
Parking de la nouvelle gare en 1985.
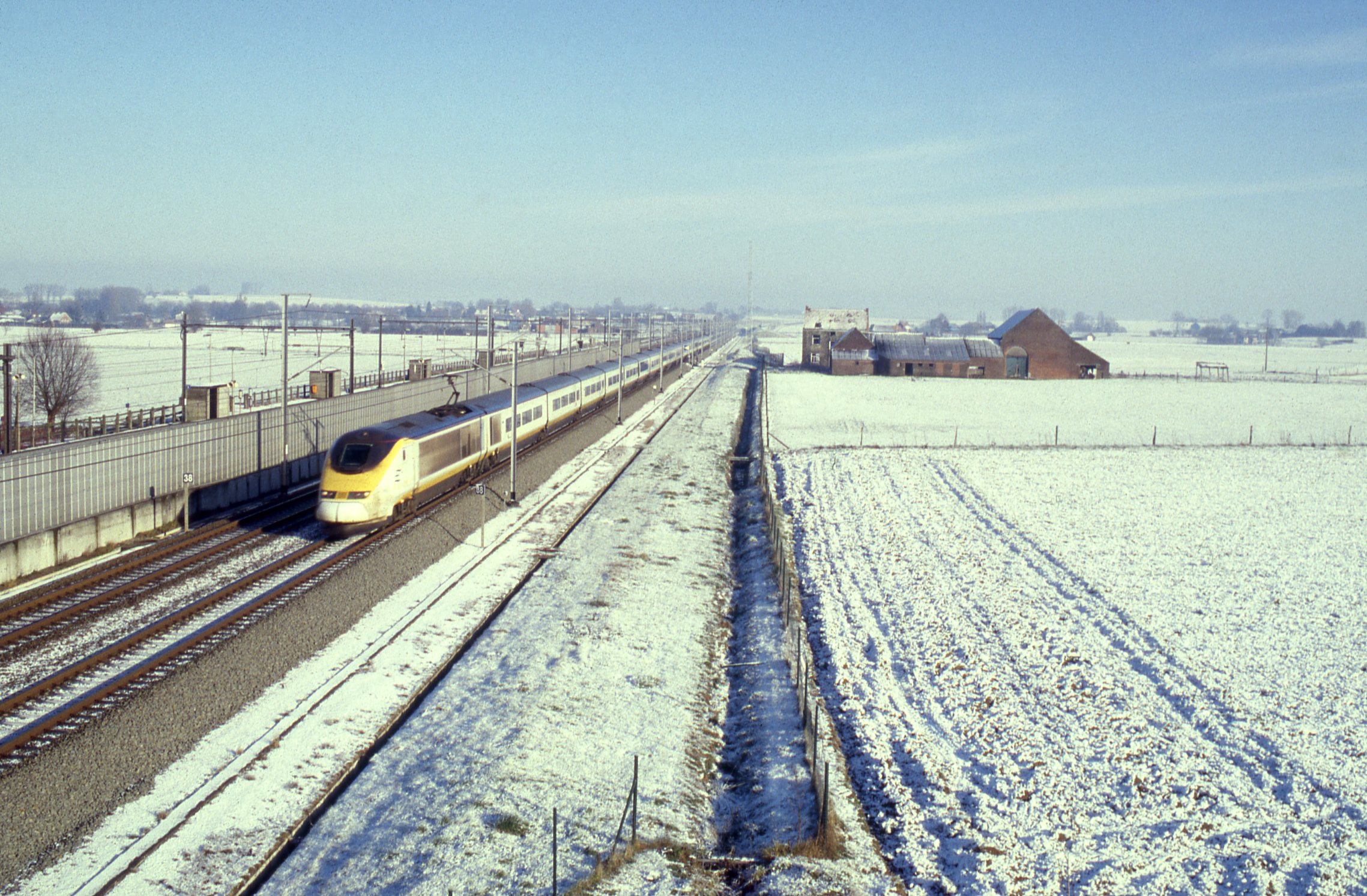
Ligne à grande vitesse en 2002.

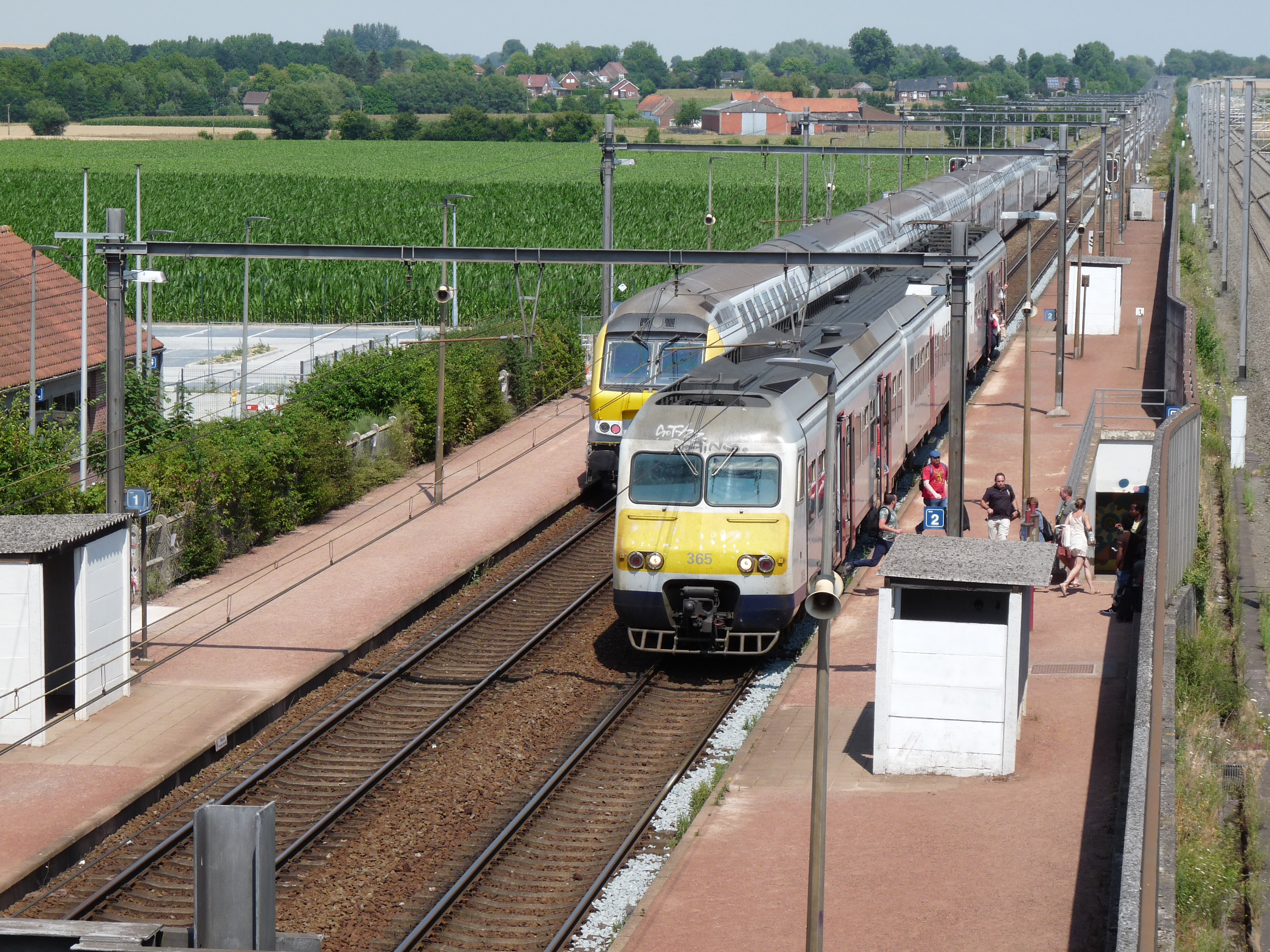
Trains à quai.
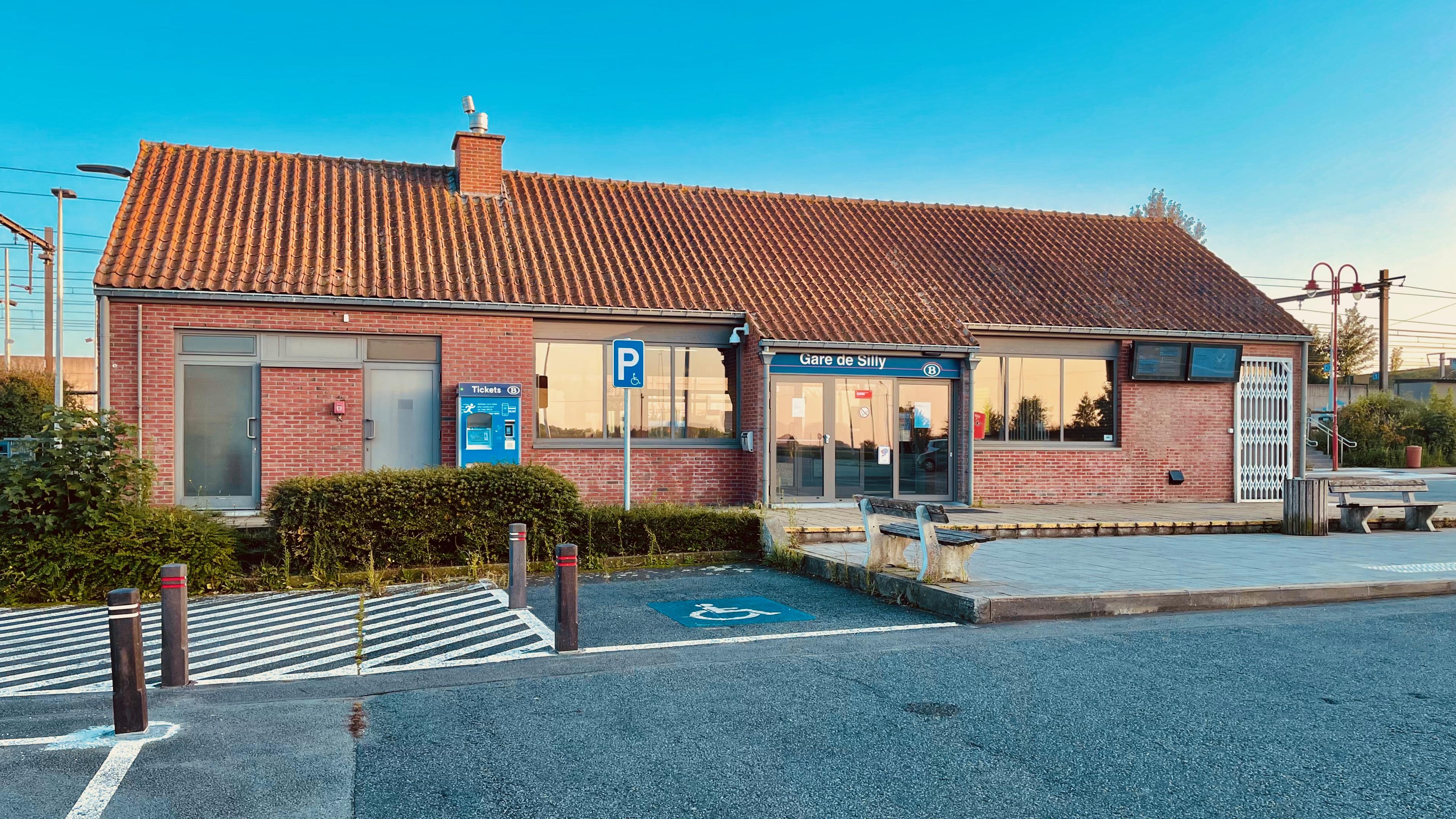
Bâtiment des voyageurs.

## Service des voyageurs

### Accueil
Gare SNCB, elle dispose d'un bâtiment voyageurs, avec guichet, ouvert le matin uniquement du lundi au vendredi et fermé les samedis et dimanches. Des aménagements, équipements et services sont à la disposition des personnes à la mobilité réduite.
Un passage souterrain permet la traversée des voies et le passage d'un quai à l'autre.

### Desserte
Silly est desservie par des trains InterCity (IC) et d'Heure de pointe (P) de la SNCB, qui effectuent des missions sur la ligne 94 (Bruxelles - Hal - Mouscron) (voir brochure SNCB).

#### Semaine
Silly est desservie par :
- des trains IC-06 entre Tournai et Bruxelles-Aéroport-Zaventem (toutes les heures) ;
- des trains IC-26 entre Mouscron et Saint-Nicolas via Bruxelles (toutes les heures) ;
- deux trains IC-18, le matin, de Tournai à Bruxelles-Midi qui continuent ensuite vers Namur et Liège-Saint-Lambert ;
- deux trains P, le matin, de Mouscron à Schaerbeek ;
- deux trains IC-18, l’après-midi, de Liège-Saint-Lambert à Tournai via Namur et Bruxelles ;
- deux trains P, l’après-midi, de Mouscron à Schaerbeek.

#### Week-ends et fériés
La desserte est limitée aux trains IC-06 effectuant, toutes les heures, le même parcours qu’en semaine.
Le dimanche soir, en période scolaire, circule un unique train P de Mouscron à Louvain-la-Neuve, via Bruxelles.

### Intermodalité
Un parc pour les vélos et un parking pour les véhicules y sont aménagés. Elle est desservie par des bus.

## Comptage voyageurs
Ce graphique et tableau montre le nombre de voyageurs embarquant en moyenne durant la semaine, le samedi et le dimanche.
| Nombre de passagers qui embarquent à la gare de Silly | Nombre de passagers qui embarquent à la gare de Silly | Nombre de passagers qui embarquent à la gare de Silly | Nombre de passagers qui embarquent à la gare de Silly |
|                                                       | Semaine                                               | Samedi                                                | Dimanche                                              |
| ----------------------------------------------------- | ----------------------------------------------------- | ----------------------------------------------------- | ----------------------------------------------------- |
| 1977                                                  | 1 279                                                 | 53                                                    | 57                                                    |
| 1978                                                  | 1 263                                                 | 37                                                    | 33                                                    |
| 1979                                                  | 1 287                                                 | 55                                                    | 47                                                    |
| 1980                                                  | 1 333                                                 | 76                                                    | 42                                                    |
| 1981                                                  | 1 285                                                 | 60                                                    | 57                                                    |
| 1982                                                  | 1 261                                                 | 93                                                    | 7                                                     |
| 1983                                                  | 1 199                                                 | 62                                                    | 2                                                     |
| 1984                                                  | 1 252                                                 | 106                                                   | 58                                                    |
| 1985                                                  | 719                                                   | 92                                                    | 62                                                    |
| 1986                                                  | 715                                                   | 65                                                    | 55                                                    |
| 1987                                                  | 807                                                   | 104                                                   | 93                                                    |
| 1988                                                  | 764                                                   | 139                                                   | 117                                                   |
| 1989                                                  | 799                                                   | 91                                                    | 92                                                    |
| 1990                                                  | 933                                                   | 48                                                    | 108                                                   |
| 1991                                                  | 701                                                   | 48                                                    | 48                                                    |
| 1992                                                  | 706                                                   | 67                                                    | 66                                                    |
| 1993                                                  | 654                                                   | 110                                                   | 71                                                    |
| 1994                                                  | 624                                                   | 74                                                    | 81                                                    |
| 1995                                                  | 641                                                   | 124                                                   | 108                                                   |
| 1996                                                  | 684                                                   | 117                                                   | 62                                                    |
| 1997                                                  | 746                                                   | 100                                                   | 105                                                   |
| 1998                                                  | 650                                                   | 78                                                    | 95                                                    |
| 1999                                                  | 620                                                   | 76                                                    | 72                                                    |
| 2000                                                  | 527                                                   | 128                                                   | 115                                                   |
| 2001                                                  | 727                                                   | 91                                                    | 162                                                   |
| 2002                                                  | 528                                                   | 110                                                   | 143                                                   |
| 2003                                                  | 672                                                   | 121                                                   | 80                                                    |
| 2004                                                  | 639                                                   | 116                                                   | 119                                                   |
| 2005                                                  | 836                                                   | 136                                                   | 161                                                   |
| 2006                                                  | 791                                                   | 139                                                   | 98                                                    |
| 2007                                                  | 813                                                   | 134                                                   | 212                                                   |
| 2008                                                  | -                                                     | -                                                     | -                                                     |
| 2009                                                  | 956                                                   | 103                                                   | 136                                                   |
| 2010                                                  | -                                                     | -                                                     | -                                                     |
| 2011                                                  | -                                                     | -                                                     | -                                                     |
| 2012                                                  | 1 043                                                 | 118                                                   | 159                                                   |
| 2013                                                  | 1 094                                                 | 238                                                   | 138                                                   |
| 2014                                                  | 980                                                   | 216                                                   | 223                                                   |
| 2015                                                  | 1 284                                                 | 162                                                   | 125                                                   |
| 2016                                                  | 1 488                                                 | 148                                                   | 155                                                   |
| 2017                                                  | 1 374                                                 | 175                                                   | 207                                                   |
| 2018                                                  | 1 180                                                 | 252                                                   | 205                                                   |
| 2019                                                  | 1 119                                                 | 199                                                   | 188                                                   |
| 2020                                                  | 751                                                   | 161                                                   | 171                                                   |
| 2021                                                  | -                                                     | -                                                     | -                                                     |
| 2022                                                  | 866                                                   | 229                                                   | 285                                                   |
| 2023                                                  | 939                                                   | 254                                                   | 270                                                   |
| 2024                                                  | 1 223                                                 | 293                                                   | 242                                                   |